# Джон Чарнлі
Сер Джон Чарнлі (29 серпня 1911 – 5 серпня 1982) — англійський хірург-ортопед . Був одним із перших хірургів, які впровадили операцію по заміні кульшового суглоба , яка зараз є однією з найпоширеніших операцій в світі, створив «Центр хірургії кульшового суглоба Райтінгтона». Крім того, він відіграв ключову роль у доведенні важливості кісткової компресії під час артродезу (зрощення) суглобів, зокрема колінного, гомілковостопного та плечового    
Чарнлі також вплинув на покоління ортопедів-хірургів завдяки своєму підручнику з консервативного лікування переломів, який вперше був опублікований у 1950 році .

## Раннє життя
Джон Чарнлі народився в Бері, Велика Британія, 29 серпня 1911 року. 
Його батько, Артур Вокер Чарнлі, був хіміком і володів аптекою на Принцес-стріт, 25. Мати, Лілі, навчалася на медсестру в лікарні Крамсолл. У нього також була молодша сестра Мері Клер.
У 1919 році Джон вступив до молодшої гімназії в Бері, а в 1922 році перейшов до старшої школи. Він мав здібності до науки, і його активно заохочували до вивчення хімії та фізики. 
Восени 1929 року він вступив до Медичної школи Манчестерського університету Вікторії, яку закінчив у 1935 році, отримавши ступінь бакалавра медицини, бакалавра хірургії та бакалавра наук зі спеціалізацією в анатомії та фізіології. 

## Перша хірургія та військова служба
З 15 серпня 1935 року Чарнлі був призначений медичним хірургом у центральному відділенні Манчестерської королівської лікарні. Через три місяці він перейшов до головного відділення лікарні, де завершив свій річний термін як медичний хірург. 

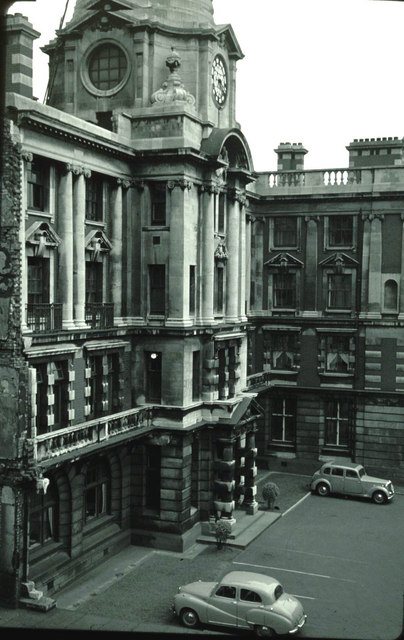
Манчестерська королівська лікарня, 1957 рік

Як згадує його друг Девід Ллойд Гріффітс, Чарнлі розглядав можливість зайнятися дослідженнями раку, але більшість його професорів вважали це марною тратою часу та відмовили його. Він планував якнайшвидше отримати статус Члена Королівського коледжу хірургів і, після відвідування курсу в лікарні Гая в Лондоні, склав фінальний іспит 10 грудня 1936 року.
Він отримав посаду хірурга в Королівській лікарні Салфорда 1 січня 1937 року, і після 21 місяця безуспішно подав заявку на аналогічну посаду в Манчестерській королівській лікарні. Тоді він усвідомив кар'єрні можливості, які дає наукова робота, і в жовтні 1938 року був призначений демонстратором з фізіології в Кінгс-коледж Лондоні.
Можливість повернутися до Манчестера з'явилася, коли у квітні 1939 року його призначили на посаду ординатора відділення невідкладної допомоги (RCO). Ця робота звела його з багатьма ортопедичними спеціалістами, оскільки він відповідав за випадки, що надходили на щоденні ранкові клініки переломів. У післяобідні та нічні години він виконував обов'язки ординатора хірургічного відділення, оперуючи на загальних невідкладних випадках.
До кінця 1939 року проекти Чарнлі[прояснити] були зірвані початком Другої світової війни. Він приєднався до військ як волонтер у Королівському армійському медичному корпусі 1 травня 1940 року і після періоду підготовки був направлений до Дувра як полковий лікар. Він брав участь у британській евакуації з Дюнкерка і згодом був відправлений до 31-ї загальної лікарні в Хеллінглі, Східний Сассекс. Потім він переїхав до лікарні Дейвіхалм Парк і пізніше до загальної лікарні в Гарріох.
Нарешті, його відправили до Каїра; там він провів більшу частину своєї військової служби під керівництвом ортопедичного хірурга Дадлі Бакстон. Бакстон високо цінував Чарнлі і дав йому більше відповідальності, відправивши його до 2-го ортопедичного центру та призначивши його відповідальним за нову ортопедичну майстерню. Цей досвід, ймовірно, спонукав його подати заявку до ортопедичної школи в 1942 році за підтримки його старших колег. Він був підвищений до звання Тимчасовий майор 2 грудня 1942 року.[джерело?]
Він закінчив свою військову службу в травні 1944 року, коли приєднався до ортопедичного персоналу лікарні Шафтсбері.

## Повернення до Манчестера
Кінець війни також став початком національної програми лікування дітей з каліцтвами, яка передбачала використання відкритих сільських ортопедичних лікарень. Однією з них була Ортопедична лікарня Роберта Джонса та Агнес Хант поблизу Освестрі в Шропширі, і Гаррі Платт рекомендував Чарнлі поїхати туди, щоб покращити свої навички як ортопедичного хірурга. Він перебував у лікарні шість місяців у 1946 році, протягом яких він розвинув свій інтерес до кісткової трансплантації. Щоб задовольнити свою цікавість щодо зрощення кісток, він переконав молодшого колегу випробувати хірургічну процедуру на своїй нозі, що призвело до інфекції рани, яка змусила колегу лежати в ліжку кілька тижнів. Після цього Чарнлі повернувся до Манчестера, знову за підтримки Платта, який привів до Королівського інфірмарію групу молодих і талановитих ортопедичних спеціалістів, серед яких був Ллойд Гріффітс. Чарнлі та Гріффітс стали спільними почесними помічниками ортопедичних хірургів у 1947 році. Обидва потребували більшої клінічної незалежності, і Платт організував, щоб Чарнлі приймав більше клінічних пацієнтів в інших лікарнях.
У травні 1948 року він взяв участь у робочій поїздці до Сполучених Штатів, відвідавши тамтешні лікарні разом з іншими молодими ортопедичними хірургами. Цей досвід змусив його розглянути можливість працювати в США, але обмеження цієї країни щодо експериментальних операцій були для нього неприйнятними.
Він цікавився двома основними ортопедичними проблемами: впливом компресії на загоєння губчастої кістки та змащенням суглобів. Він був переконаний, що співпраця з інженерами-механіками, з якими він розвинув міцні стосунки, є ключовою для розширення його знань та покращення роботи.
Дослідження Чарнлі базувалися на двох різних аспектах: клінічному, для лікування пацієнтів з остеоартритом, та біомеханічному, з експериментами для визначення основ зрощення кісток та умов, що керують спонтанною регенерацією суглобового хряща.
Повернувшись до Манчестера після війни, він виявив, що доступні можливості не відповідали його очікуванням. Відтоді він почав думати про зменшення кількості клінічних сеансів, які він проводив, щоб займатися дослідженнями в іншому місці. Нарешті, у 1958 році він обрав цей шлях, повідомивши комітет хірургів Манчестерського королівського інфірмарію, що бажає передати три з чотирьох своїх клінічних сеансів, щоб створити центр хірургії стегна в лікарні Райтінгтон, Ланкашир. Комітет погодився на його запит на період трьох років, врахувавши його навички та репутацію. Рішення мало бути переглянуте в кінці цього періоду.

## Райтінгтон і протез стегна
Райтінгтон раніше був центром лікування туберкульоз. Покращення умов життя та пастеризація молока призвели до зниження захворюваності на цю хворобу, і багато лікарень шукали нові медичні напрямки для розвитку. У випадку з Райтінгтоном, на передній план вийшла ортопедична хірургічна клініка Чарнлі.
Першою метою Чарнлі в Райтінгтоні було побудувати біомеханічну лабораторію, яку можна було б використовувати для випробування його інструментів та винаходів. Він організував збір коштів для цієї мети, і лабораторія відкрилася 23 червня 1961 року. Його перші дослідження стосувалися змащення суглобів. У той час деякі хірурги підтримували гідродинамічну теорію, яка припускала, що дві поверхні суглоба не є абсолютно конгруентними, і що плівка суглобова рідина відповідає за низький коефіцієнт тертя поверхонь. Чарнлі не погоджувався з цією теорією; завдяки своїм експериментам він зміг довести, що низьке тертя не залежить від присутності рідини. Дослідження призвели до розробки концепції низькофрикційного артропластики, яка припускала, що низьке тертя залежить переважно від коефіцієнт тертя матеріалів, що взаємодіють, і лише незначно від присутності рідини.
Це відкриття змусило його шукати слизьку речовину, яку можна було б використовувати для гнізда при операції повної заміни стегна. Політетрафторетилен (PTFE, також відомий як тефлон) здавався відповідним матеріалом. Після деяких, здавалося, успішних експериментів з цим матеріалом він впровадив його у свої операції з заміни стегна. Операції проводилися наступним чином: видалення головки стегнової кістки; заміна її металевим імплантатом, який фіксувався акриловим цементом; та використання PTFE ацетабулярного гнізда, вставлення імплантата в акетабулум.
Спочатку результати здавалися задовільними, проте приблизно через рік після перших операцій (близько 1960 року) стало зрозуміло, що PTFE не є придатним матеріалом. Він показував ознаки зносу, а найголовніше, його реакція з м’якими тканинами викликала утворення гранулематозних мас, які в майже всіх випадках вимагали подальшої операції для їх видалення. Цей невдалий етап у дослідженнях Чарнлі довгий час впливав на нього.
Його рішучість підштовхнула його до пошуку альтернативного матеріалу. Він продовжував випробовувати різні матеріали, поки до нього не підійшов продавець, пропонуючи ультрависокомолекулярний поліетилен (UHMWPE), який він відхилив через недостатнє розуміння проблеми; його асистент приватно повідомив йому, що постарається випробувати його. Це було випадковістю, і він негайно зрозумів потенціал HMWP; після деяких випробувань Чарнлі вперше імплантував його у листопаді 1962 року. Беручи до уваги свою попередню невдачу з PTFE гніздом, він почекав рік, протягом якого уважно спостерігав за станом своїх пацієнтів. Через п'ять років, переконавшись, що HMWP є безпечним матеріалом, він оголосив про своє відкриття, що дозволило іншим хірургам використовувати його. З часом кількість операцій зросла, і Чарнлі розробив машину, яка механічно виготовляла протези та гнізда, а також пристрій для оцінки пацієнтів на їхні стегнові розлади до та після операції.. Він тісно співпрацював з фірмою Chas. F. Thackray Ltd у Лідсі, яку вперше попросив виготовити для себе інструменти в 1947 році. Чарнлі удосконалював свою операцію з заміни стегна протягом тривалої співпраці з Thackray і продовжував працювати над покращеннями до своєї смерті. Спочатку Thackray виготовляли нержавіючі сталеві стовбури, тоді як Чарнлі самостійно виготовляв гнізда, обробляючи їх на токарному верстаті у своїй домашній майстерні. Згодом його техніки виготовляли інструменти під тісним наглядом, а потім Thackray виробляли їх. З часом Thackray внесли свої власні пропозиції щодо дизайну; цей постійний обмін ідеями був важливим чинником у розвитку операції з заміни стегна.
Чарнлі був переконаний, що найкращий спосіб фіксувати протез у стегновій кістці - використовувати кістковий цемент, який діє як розчин замість клею і який взаємодіє з двома частинами. Він вважав, що цемент має мати деякі основні характеристики:
Він має готуватися без зайвих домішок;
Точні складові повинні бути опубліковані;
Його потрібно стерилізувати формаліном;
У пакеті має бути два виміряні кількості сульфат барію, щоб хірург міг вибрати різні ступені радіопрозорості.
Цемент, який відповідав цим характеристикам, був вироблений компанією CMW Laboratories Limited і називався CMW кістковий цемент.
Чарнлі також усвідомлював, що фундаментально важливо витягувати штучні суглоби з пацієнтів, які померли кілька років після операції, для вивчення зносу матеріалів та змін тканин, що дозволяло покращувати процедуру.